# Channichthys aelitae
Channichthys aelitae är en fiskart som beskrevs av Shandikov, 1995. Channichthys aelitae ingår i släktet Channichthys och familjen Channichthyidae. Inga underarter finns listade i Catalogue of Life.